# AGM-131 (ミサイル)

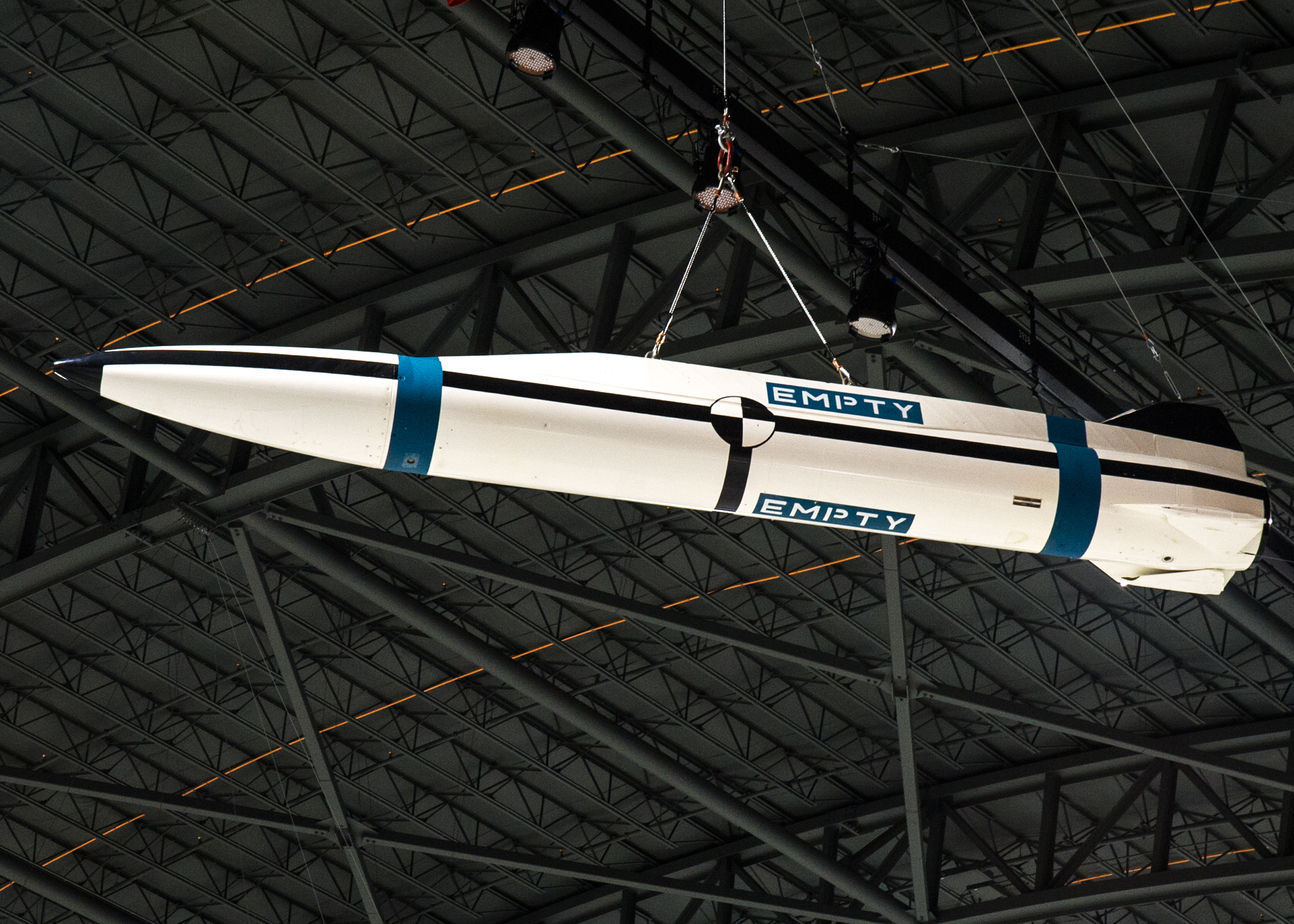
国立アメリカ空軍博物館に展示中のAGM-131

AGM-131は、アメリカ空軍が1980年代に開発していた空対地ミサイル。AGM-69A SRAMの後継となる核ミサイルであり、SRAM IIの名称が与えられたが、冷戦の終結に伴い1991年に開発中止となった。

## 概要
アメリカ空軍戦略航空軍団は、1970年代前半より戦略爆撃機に搭載する投射核兵器として、AGM-69A SRAMを運用してきた。SRAMは、従前の核兵器より小型軽量なため、爆撃機へ大量に搭載できる利点があった。1977年にB-1Aが開発中止になると、改良型のAGM-69Bも開発中止となった。
1981年にB-1Bの開発が開始されると、B-1B向けおよびSRAM更新用の航空機搭載核ミサイルの検討が開始された。Advanced Air-to-Surface Missile（AASM, 先進空対地ミサイル）の名称で検討が続けられたが、1985年にShort Range Attack Missile II（SRAM II）の名称が与えられ、1986年からAGM-131Aとして、全規模開発が開始された。開発担当はボーイング。
AGM-131Aは、SRAMの3分の2ほどのサイズを目指しており、B-1BにおいてSRAMが24発のところ、36発搭載できる計画であった。ステルス性を向上させ、信頼性を向上させた新型のW89 核弾頭（核出力 200kt）を搭載し、射程も400kmを目指していた。誘導精度も向上させ、硬化目標攻撃も視野に入れていた。
しかし、技術的困難により最終的にはサイズ、射程はSRAMと同等程度となる見込みとなった。部隊配備は1993年を目指していたが、開発費用が計画値を上回ったことと冷戦終結に伴う軍縮により、1991年に開発中止となった。

## SRAM-T
SRAM IIの戦術用途ミサイルとして、AGM-131B SRAM-T（Tはtactical、戦術用途を意味する）が構想されていた。F-15E戦闘爆撃機に搭載するものであり、弾頭はW91 核弾頭（核出力10-100kt）を予定していた。SRAM IIの開発中止とともに、こちらも開発中止となった。